# Athrips mouffetella
Athrips mouffetella là một loài bướm đêm thuộc họ Gelechiidae. Nó được tìm thấy ở châu Âu.
Sải cánh dài khoảng 15 mm. Con bướm bay từ tháng 6 đến tháng 8 tùy theo địa điểm.
Ấu trùng ăn các loài Lonicera, bao gồm Lonicera periclymenum, và cũng loài Symphoricarpos albus.

## Hình ảnh

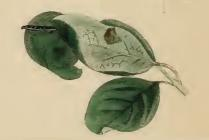
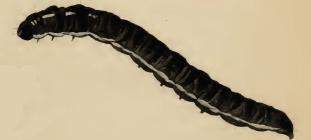
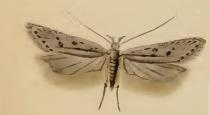